# Copa de China 2012
La Copa de China de 2012 fue una competición internacional de
patinaje artístico sobre hielo, la tercera del Grand Prix de patinaje artístico sobre hielo de la temporada 2012-2013. Organizada
por la federación china de patinaje, tuvo lugar en Shanghái, entre
el 2 y el 4 de noviembre de 2012. Hubo competiciones en las
modalidades de patinaje individual masculino, femenino, patinaje en
parejas y danza sobre hielo y sirvió como clasificatorio para la
Final del Grand Prix de 2012.

## Información general
Carolina Kostner decidió no participar en la competición, por falta
de preparación. Debido a las manifestaciones
antijaponesas en China, la Federación de Patinaje de Japón exigió
medidas de seguridad extraordinarias para los patinadores japoneses. Al
final, con la excepción de la pareja formada por Narumi Takahashi y Mervin Tran, que tuvo que retirarse por motivos médicos, todos los patinadores de ese país viajaron al evento.
En patinaje en parejas, el equipo chino Pang Qing/Tong Jian
ganó el programa corto, seguido de Yuko Kavaguti y Aleksandr Smirnov de Rusia, y, en tercer lugar, los canadienses
Kirsten Moore-Towers y Dylan Moscovitch. Pang y Tong ganaron también el programa
libre y el oro, mientras que Kavaguti Smirnov obtuvieron la medalla de
plata y sus compañeros rusos Ksenia Stolbova y Fiódor Klimov
ascendieron desde el quinto puesto para ganar la medalla de bronce.
En danza sobre hielo, los medallistas de bronce mundiales Nathalie Pechalat y Fabian Bourzat, de Francia, ganaron la danza corta
por delante de los canadienses Kaitlyn Weaver y Andrew Poje y
los rusos Yekaterina Bobrova  y Dmitri Soloviov. Pechalat y Bourzat mantuvieron
su ventaja en la danza libre y ganaron la medalla de oro con diez
puntos de ventaja sobre Bobrova y Soloviov. Weaver y Poje consiguieron
el bronce.
En lo que respecta al patinaje individual masculino, el japonés
Daisuke Takahashi ganó el programa corto sobre su compatriota
Tatsuki Machida.
Machida batió a Takahashi en el programa libre y obtuvo su primer
título en el Grand Prix sénior. Takahashi ganó la plata, y el ruso
 Sergei Voronov el bronce. Song Nan, de China, no pudo
competir en el programa libre debido a una conmoción cerebral sufrida en una colisión con Adam Rippon durante el calentamiento.
La campeona mundial júnior Yúliya Lipnítskaya ganó el programa
corto en patinaje individual femenino, por delante de la campeona del
mundo Mao Asada de Japón. Esta ganó sin embargo el programa libre y el
título. Lipnístskaya quedó en segundo lugar y Kiira Korpi, de
Finlandia, en tercero.

## Resultados

### Patinaje individual masculino
| Clasificación | Nombre            | País           | Total  | Programa corto | Programa corto | Programa libre | Programa libre |
| ------------- | ----------------- | -------------- | ------ | -------------- | -------------- | -------------- | -------------- |
| 1             | Tatsuki Machida   | Japón          | 236,92 | 2              | 83,48          | 1              | 153,44         |
| 2             | Daisuke Takahashi | Japón          | 231,75 | 1              | 84,79          | 2              | 146,96         |
| 3             | Serguéi Voronov   | Rusia          | 217,61 | 3              | 73,58          | 3              | 144,03         |
| 4             | Adam Rippon       | Estados Unidos | 205,48 | 4              | 71,81          | 4              | 133,67         |
| 5             | Kevin Reynolds    | Canadá         | 202,07 | 6              | 69,87          | 5              | 132,20         |
| 6             | Wang Yi           | China          | 188,27 | 8              | 57,25          | 6              | 131,02         |
| 7             | Guan Jinlin       | China          | 171,04 | 9              | 55,97          | 7              | 115,07         |
| R             | Song Nan          | China          |        | 5              | 70,86          |                |                |
| R             | Brian Joubert     | Francia        |        | 7              | 63,27          |                |                |

### Patinaje individual femenino
| Clasificación | Nombre            | País           | Total  | Programa corto | Programa corto | Programa libre | Programa libre |
| ------------- | ----------------- | -------------- | ------ | -------------- | -------------- | -------------- | -------------- |
| 1             | Mao Asada         | Japón          | 181,76 | 2              | 62,89          | 1              | 118,87         |
| 2             | Julia Lipnitskaia | Rusia          | 177,92 | 1              | 63,06          | 2              | 114,86         |
| 3             | Kiira Korpi       | Finlandia      | 169,86 | 4              | 59,69          | 3              | 110,17         |
| 4             | Mirai Nagasu      | Estados Unidos | 163,46 | 3              | 59,76          | 4              | 103,70         |
| 5             | Li Zijun          | China          | 160,06 | 5              | 59,21          | 5              | 100,85         |
| 6             | Amélie Lacoste    | Canadá         | 135,46 | 6              | 57,43          | 9              | 78,03          |
| 7             | Joshi Helgesson   | Suecia         | 134,43 | 7              | 49,67          | 7              | 84,76          |
| 8             | Zhang Ying        | China          | 130,65 | 9              | 43,38          | 6              | 87,27          |
| 9             | Sofia Biryukova   | Rusia          | 127,36 | 8              | 44,39          | 8              | 82,97          |
| R             | Geng Bingwa       | China          |        | 10             | 36,53          |                |                |

### Patinaje en parejas
| Clasificación | Nombre                                  | País   | Total  | Programa corto | Programa corto | Programa libre | Programa libre |
| ------------- | --------------------------------------- | ------ | ------ | -------------- | -------------- | -------------- | -------------- |
| 1             | Pang Qing / Tong Jian                   | China  | 188,82 | 1              | 68,57          | 1              | 120,25         |
| 2             | Yuko Kavaguti / Aleksandr Smirnov       | Rusia  | 183,53 | 2              | 63,70          | 2              | 119,83         |
| 3             | Ksenia Stolbova / Fiódor Klimov         | Rusia  | 172,55 | 5              | 56,66          | 3              | 115,89         |
| 4             | Kirsten Moore-Towers / Dylan Moscovitch | Canadá | 172,36 | 3              | 59,12          | 4              | 113,24         |
| 5             | Peng Cheng / Zhang Hao                  | China  | 163,87 | 4              | 57,89          | 5              | 105,98         |
| 6             | Wang Wenting / Zhang Yan                | China  | 143,52 | 6              | 49,79          | 6              | 93,73          |

### Danza sobre hielo
| Clasificación | Nombre                                 | País           | Total  | Danza corta | Danza corta | Danza libre | Danza libre |
| ------------- | -------------------------------------- | -------------- | ------ | ----------- | ----------- | ----------- | ----------- |
| 1             | Nathalie Péchalat / Fabian Bourzat     | Francia        | 169,73 | 1           | 69,15       | 1           | 100,58      |
| 2             | Ekaterina Bobrova / Dmitri Soloviev    | Rusia          | 159,46 | 3           | 64,32       | 2           | 95,14       |
| 3             | Kaitlyn Weaver / Andrew Poje           | Canadá         | 158,97 | 2           | 65,59       | 3           | 93,38       |
| 4             | Madison Chock / Evan Bates             | Estados Unidos | 149,54 | 4           | 59,26       | 4           | 90,28       |
| 5             | Charlène Guignard / Marco Fabbri       | Italia         | 137,58 | 5           | 55,57       | 6           | 82,01       |
| 6             | Victoria Sinitsina / Ruslan Zhiganshin | Rusia          | 137,46 | 6           | 55,09       | 5           | 82,37       |
| 7             | Huang Xintong / Zheng Xun              | China          | 121,01 | 7           | 46,76       | 7           | 74,25       |
| 8             | Yu Xiaoyang / Wang Chen                | China          | 106,42 | 8           | 42,97       | 8           | 63,45       |